# Deutscher Blinden- und Sehbehindertenverband

Altes Logo des Verbandes

Der Deutsche Blinden- und Sehbehindertenverband e. V. (DBSV) ist der Selbsthilfeverband der Augenpatienten, der blinden und sehbehinderten Menschen sowie der blinden und sehbehinderten Menschen mit weiteren Behinderungen in Deutschland. Seine Kernaufgaben sieht der Verband in der Beratung dieser Menschen und in der Vertretung ihrer Interessen.
Sitz des Verbandes ist in Berlin. Die Gründung erfolgte 1912 unter dem Namen Reichsdeutscher Blindenverband. Nach eigenen Angaben hat der Verband 19 Landesverbände mit knapp 40.000 Mitgliedern. Der DBSV ist Mitglied der Europäischen Blindenunion und der Weltblindenunion.
Seit dem Jahr 2020 vergibt der DBSV gemeinsam mit der Filmstiftung Nordrhein-Westfalen den renommierten Hörspielpreis der Kriegsblinden und hat hierbei die Trägerschaft vom Bund der Kriegsblinden Deutschlands übernommen.
Der Verband ist einer der 56 qualifizierten Verbraucherverbände in Deutschland, die eine Musterfeststellungsklage und Abhilfeklage, sowie Unterlassungsklage bei Verwendung von verbraucherfeindlichen Klauseln in Allgemeinen Geschäftsbedingungen (AGB) durchführen dürfen.